# ライブレボルト

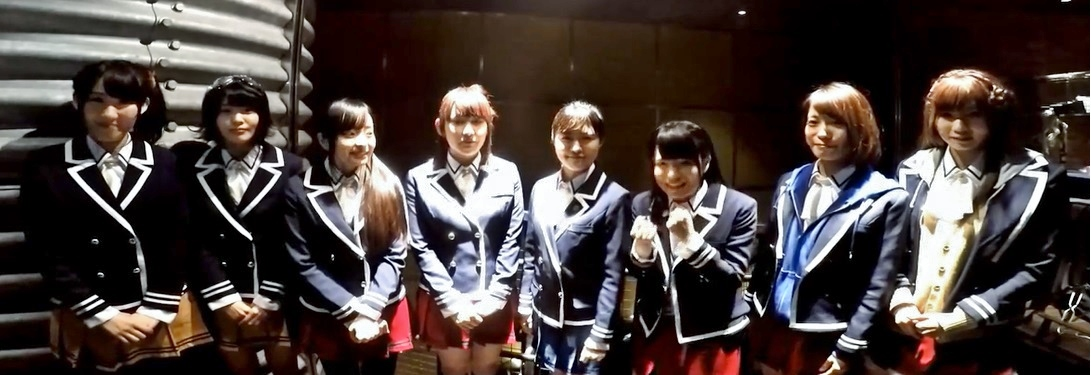
「CIRCLE FIRE vol.3」出演メッセージより（2018年5月）

『ライブレボルト』は、ISARIBI株式会社による漫画・イラスト・楽曲・ライブを始めとした多次元メディアミックスエンターテイメント作品、および出演声優のユニットである。

## 概要
「ライブに革命を。」をテーマとし、最低限の物を除き細かな規制を設けない自由なライブイベントを行う事を特徴としたコンテンツである。これには総監督・伊澄アキ(瀬島ハルキから改名)の「何が駄目などと締め付けるのではなく、観客と一緒にライブを楽しみたい」という想いが込められている。ライブの中で自分の気に入らない楽しみ方をするファンを排他して自分の住みやすい環境を構築する為に運営に抗議する等といった行為をするのではなく、お互いを容認し多様性を認める事をライブにおける革命と捉え目標としている。
BookLiveのオリジナルマンガレーベルNINOにて連載されていたウェブコミックを原作としている。
コンテンツ立ち上げ時より楽曲は全てTOKYO LOGICにより制作されていたが、2018年3月14日、同社のコンテンツからの離脱が発表され、同時に同社所属声優である新菜まこ(白石まどか役)、松平奈々(時音ひなた役)が降板する事となった。
また同じく2018年3月14日、ライブ出演時の出演者の安全性等を理由にTABプロダクション所属の平野有紗(瀬戸マリン役)の降板が発表された。瀬戸マリン役の後任には道井悠が抜擢され、立ち上げ時よりのメンバーと合わせた6人でAnimeJapan 2018のステージに立った。
その後2018年5月13日に開催された2ndワンマンライブにて時音ひなた役の後任に堀内まり菜、白石まどか役の後任に荒井瑠里が抜擢され、同ライブにて既存メンバーを含めた全員での歌唱を披露し、新メンバーでの活動を開始した。
TOKYO LOGICの離脱以降所属レーベルが定まっていない状態が続いていたが、2018年8月9日神田明神にて行われたステージにて音楽プロデューサーに木皿陽平を迎え、同氏が代表取締役を務めるレコード会社ストレイキャッツに所属する事が発表された。
2020年1月31日、原作漫画3巻の発売とその発売記念イベントをもってプロジェクトが終了となる事が発表されたが、COVID-19対策の日本政府によるイベント自粛要請を受け延期となった。
2020年12月11日、コロナ禍による影響を受けファイナルイベントを中止とし、その発表をもってコンテンツの終了となる旨が発表された。
コンテンツ終了後も公式Twitterは削除されず、毎年4月1日にはエイプリルフールに因み嘘を含んだツイートをする等していたが、2023年4月1日のツイートで突如新曲を公開した。
この楽曲では従来のメンバーのみならず、同じ原作者によるコンテンツswing,singより八乙女菫役の二ノ宮ゆいも歌唱に参加していた。
更に2023年6月25日、長野県で開催のアニソン野外フェスであるナガノアニエラフェスタへの出演が発表、コンテンツ終了宣言から約2年半越しの復活を遂げる事となる。
2024年8月4日には、LiveRevolt Re:venge、1st event 制作発表会を開催し、コンテンツの復活と今後の展開の発表が行われた。
2025年1月19日、現キャスト8人+新キャスト6人で送る再始動ライブ、LiveRevolt Re:venge 0th LIVE 「RE:BORN」を行った。

## ストーリー
近未来、データ化と定額化の波に飲まれ、音楽は無料で当たり前の物として価値を失いつつある中、その一方でリアルな音楽を表現する「ライブアーティスト」が再評価され、多くの人々の憧れの的となった。
そんな世の中で、少女たちはライブイベント養成校「奏ヶ丘女学院」で頂点を獲るために奮闘する。

## キャラクター
藤原あかね (イメージカラー/赤)
声 - 田口華有
本作の主人公。dubstarに所属。歌うことが大好きだが、少し抜けた所がある。
幼馴染であり、dubstarとして一緒に活動してきた白石まどかと共に奏ヶ丘女学院の声楽科に入学するも、時音ひなたからのスカウトによりまどかはdubstarを脱退する事となる。
奏ヶ丘女学院では生徒が二人一組でチーム(バディ)を組み二人一組で活動する事を義務付けられている為、新たなバディを見付けなければ退学の恐れもあり途方に暮れていたが、そんな中でここみと運命の出会いを果たし、新生dubstarを結成した。
ユニット結成前にRumBlueとライブバトルを行い敗北した事により一度はDランクに降格したが、その後RumBlueに勝利しBランクとなった。
野田ここみ (イメージカラー/ピンク)
声 - 秋場ゆり
dubstarに所属。少し気弱な女の子。エレキギターの「えっくん」を大切にしている。
奏ヶ丘女学院の器楽科に入学するつもりだったが、願書を間違えてしまい声楽科に所属する事になってしまう。
ギターを持つと性格が変わる。
元々は人前で声を出す事が苦手だったが、あかねと心を通わせまたギターも歌も同じく音楽の魂であると考え至る事で歌えるようになった。
RumBlueとのライブバトルに勝利し現在はBランクである。
瀬戸マリン (イメージカラー/青)
声 - 平野有紗→道井悠
RumBlueに所属。シンセサイザーなどの電子音をふんだんに取り入れたダンス曲で、奏ヶ丘女学院№1の座を狙う。
自分たちの音楽が最も優れていると思っているため、他のユニットを見下したような態度をとっている。
同時期に入学した藤原あかねの能天気さに調子を狂わされるため苦手意識がある。
初登場時Bランク。
紫咲クリス (イメージカラー/紫)
声 - 花見色
RumBlueに所属。マリンと一緒に全国のクラブイベントをめぐりながら歌を歌ったり、時にはDJとしてステージに上る。
小学校からの付き合いである瀬戸マリンのことを保護者のような立場で見守っている。
アメリカからの帰国子女で、日本の文化が大好き。流暢に日本語を話す。
初登場時Bランク。
宮代りな (イメージカラー/黄)
声 - 五味茉莉伽
リサイタルズに所属。2年生で奏ヶ丘女学院生徒会に所属。トランペットを吹くのが得意。
入学して間もない藤原あかねと野田ここみに対してアドバイスをするが、役に立っているかは謎である。
平井かな (イメージカラー/緑)
声 - 池羽悠
リサイタルズに所属。2年生で奏ヶ丘女学院生徒会に所属。楽器の整備をすることが得意。
大人びたような態度をとっているが、宮代りなの前では子どもっぽい一面をみせる。
時音ひなた (イメージカラー/オレンジ)
声 - 松平奈々→堀内まり菜
FIREVOLTに所属。奏ヶ丘女学院成績最優秀者「トップディーヴァ」の称号を与えられた、学校一の実力者。
元々FIREVOLTとして活動していたが、パートナーのユニット脱退に伴い活動を休止していた。
入学式で白石まどかをパートナーとしてスカウトし、FIREVOLTとしての活動を再開した。
白石まどか (イメージカラー/白)
声 - 新菜まこ→荒井瑠里
FIREVOLTに所属。藤原あかねの幼馴染。
元々はあかねとともにdubstarとして活動してきたが、時音ひなたからのスカウトによりFIREVOLTとして活動する事になる。
燈色 まいか
声 - 末永香乃
RED ROCKに所属。ボイススキルの存在は都市部では知られているが、地方では情報が入ってこず、
実家が神社なことも有り、巫女としての不思議な力として思われていた。
幼少期に母を亡くしており、父子家庭。高校進学を目の前に、奏ヶ丘の教諭（白石まどか）からボイススキルのことを知らされ、
母の死の真相を解き明かすため奏ヶ丘へ入学。
野田あさひ
声 - 塙有咲
RED ROCKに所属。野田ここみの娘。
ギターの技量以外ポンコツな母親を反面教師として育ち、しっかり者になった。
しかし、ロック分野における音楽的スキルにおいては超人的な母をリスペクトしており歌唱だけでなく、楽器の練習も欠かさない。
学内においては性格も相まって寮の生徒からは尊敬されており、成績も優秀。
RED ROCKを引っ張る存在として他寮からはライバル視もされている。
瀬戸アクア
声 - 小茅楓
ETERNAL BLUEに所属。ETERNAL BLUE担当教諭　瀬戸マリンの娘。
マリンが可愛がりすぎたため、かなりの我儘な娘に育ってしまった。
新入生にして即寮長になり、ETERNAL BLUEを牛耳っている。
自分に意見する何もかもが許せない、天性の才もあり、弱いプレイヤーを蹴散らし見下すことに快楽を覚えている。
水蓮スイ
声 - 里浜千晴
ETERNAL BLUEに所属。瀬戸アクアの小学校からの幼馴染。
アクアの我儘な一面をマリンの代わりにある程度正している。
スイ自体は仕方なく、保護者としての責任と言っているが物怖じしないアクアに若干の憧れがありついて行っている節がある。
ETERNAL BLUE内では学業の面においてはトップの実力。
他人の能力を分析して収集することが趣味だが、分析ができないまいかのスキルに興味を持つ。
留守メモリ
声 - 柏木椎名
PALETT3♥に所属。入学時はETERNAL BLUEの生徒だったがボイススキルがあまりにも弱すぎたため、寮を追放された。
パレットへ転籍後、ネオンが見ていたアイドルアニメに発想を得てアイドルで金を稼ぐように寮全体を扇動。
ものの1ヶ月で他寮に負けない収益を獲得し、寮長に。
根は真面目だが、思いの外ことが大きくなったため責任感も有り自己中心的なリーダーを演じている。
紫月ネオン
声 - 星乃まりな
PALETT3♥に所属。入学時からPALETT3❤の生徒ではあるが、PALETT3❤の生徒の中では群を抜いた実力の持ち主。
ただ本人は、至って無気力、コミュ障で、ボイススキルもほとんど勝負事に使おうとしない。
喋り方がオドオドしている上に、研究のことになると饒舌になるため周囲から気持ち悪がられている。
メモリが積極的にネオンと仲良くしようとした試みにときめきを覚え、メモリの金稼ぎ計画に参画することに。

## ユニット
dubstar
藤原あかねと野田ここみのユニット。
元々は藤原あかねと白石まどかの二名で活動していたが、入学式で白石まどかが時音ひなたよりスカウトを受け脱退した為、新たに野田ここみをむかえ再結成した。
ギターやベース、ドラムを全面に押し出したロック調の曲を得意とする。
RumBlue
瀬戸マリンと紫咲クリスのユニット。
ハードトランスやユーロビートといったクラブサウンド、ダンスミュージックを得意とする。
リサイタルズ
宮代りなと平井かなのユニット。
トランペットやサックス等の金管楽器の音を基調としたスカ、サンバといった演者も観客も一緒になって楽しめる曲を得意とする。
FIREVOLT
時音ひなたと白石まどかのユニット。学院最強のユニットとして君臨する。
得意とする曲調はメタル。また、ピアノを使った爽やかかつ激しいロックも得意。
REDROCK
奏ヶ丘大講堂ほど近い位置に寮を構える奏ヶ丘の中でもより正統派と言われる寮。
担当教諭は白石まどか。
ボイススキルによって音楽としての完成形を目指し、可能性を広げることを理念としており、
ミュージシャンとして、ボーカリストとして、スキルの概念の外側の人間たちにとってもより理解される音楽を追求している。
達成理念は"最高の音楽の追求"。
ETERNAL BLUE
学院最高峰と言われる生徒を輩出してきた寮。RED ROCKとは常に頂点争いをしていて常に意識をしている。
担当教諭は瀬戸マリン。
他寮を完全に見下しており、常に自分たちが頂点であるという意識、それを外れた時の寮内の分裂なども多い。
ボイススキルを通した音楽での世界制覇を目指しており音楽とボイススキルで誰もを魅了する技術追求がモットー。
達成理念は"音楽における世界制覇"。
PALETT3♥︎
奏ヶ丘旧風祭研究機関を拠点として活動する寮。
基本的にETERNAL BLUEの方針についていけなくなった生徒や、 ETERNAL BLUEから追放された生徒で構成されている寮だった。
担当教諭は風祭ももこ。
スラムのような扱いを受けていたが、メモリが配信や、アイドル活動などで大きく改革。
近年配信を中心に集客・大きな得点を生み出しており影から奏ヶ丘の覇権を狙う存在でもある。
達成理念は"ボイススキルの源泉の研究"。

## スタッフ
- 総監督・ストーリー原案：伊澄アキ
- メインイラストレーター：まじろ[20]
- キャラクターデザイン：咲良ゆき[注 1]、こるり[注 2]、谷屋楽[注 3]、bob[注 4]
- SDキャラクターデザイン・4コマ：中音ナタ
- 音楽プロデューサー：木皿陽平

## 書誌情報
漫画『ライブレボルト』
- 原作：瀬島ハルキ 作画：咲良ゆき、フレックスコミックスより発売。全3巻。

1. 2018年7月12日発売、ISBN 978-4866750200
2. 2019年3月12日発売、ISBN 978-4866750569
3. 2020年3月13日発売、ISBN 978-4866751009

## イベント

### ゲスト出演
| 公演年 | イベント名                                                     | 出演メンバー                                          | 公演日・会場                            |
| ------ | -------------------------------------------------------------- | ----------------------------------------------------- | --------------------------------------- |
| 2017年 | マチ★アソビ vol.18                                             | dubstar from LiveRevolt                               | 5月5日 新町橋東公園 (徳島県)            |
| 2017年 | Pico Pico: Impossible 2                                        | FIREVOLT from LiveRevolt                              | 6月16日 渋谷club asia (東京都)          |
| 2017年 | Re:animation 10 -Rave In 潮風公園-                             | dubstar from LiveRevolt、FIREVOLT from LiveRevolt     | 7月1日・7月2日 潮風公園 (東京都)        |
| 2017年 | 京都国際マンガ・アニメフェア(京まふ)2017                       | dubstar from LiveRevolt、FIREVOLT from LiveRevolt     | 9月16日 みやこめっせ (京都府)           |
| 2017年 | 肉フェス TOKYO 2017秋                                          | RumBlue from LiveRevolt、リサイタルズ from LiveRevolt | 9月16日 駒沢オリンピック公園 (東京都)   |
| 2017年 | マチ★アソビ vol.19                                             | リサイタルズ from LiveRevolt                          | 10月9日 新町橋東公園 (徳島県)           |
| 2017年 | CLUB JB’S Presents Anime evoL SP                               | RumBlue from LiveRevolt                               | 10月15日 CLUB JB’S (愛知県)             |
| 2017年 | Dream Catch 飛翔 Vol.3                                         | リサイタルズ from LiveRevolt                          | 10月24日 渋谷RUIDO K3 (東京都)          |
| 2017年 | Re:animation 11 in ageHa                                       | 瀬戸マリン(平野有紗)                                  | 11月22日 新木場ageHa (東京都)           |
| 2017年 | かけがわポップカルチャーサミット 2017                          | ライブレボルト                                        | 11月25日 掛川城公園 三の丸広場 (静岡県) |
| 2017年 | MOTOLOID 2017 FEAT. WRECKING TOKYO SPECIAL                     | FIREVOLT from LiveRevolt、瀬戸マリン(平野有紗)        | 12月16日 渋谷club asia (東京都)         |
| 2018年 | TOKYO ROMANCE PARK 5                                           | リサイタルズ from LiveRevolt                          | 1月7日 六本木morph-tokyo (東京都)       |
| 2018年 | AnimeJapan 2018                                                | ライブレボルト                                        | 3月25日 東京国際展示場 (東京都)         |
| 2018年 | 肉フェス TOKYO 2018                                            | dubstar from LiveRevolt、RumBlue from LiveRevolt      | 5月2日 お台場青海地区P区画 (東京都)     |
| 2018年 | 大島はるな&逢瀬アキラpresents-『アニマニ☆サロン』              | リサイタルズ from LiveRevolt                          | 5月5日 松山サロンキティ (愛媛県)        |
| 2018年 | マチ★アソビ vol.20                                             | リサイタルズ from LiveRevolt                          | 5月5日 両国橋西公園 (徳島県)            |
| 2018年 | 東京大学五月祭 五月祭ライブ                                    | リサイタルズ from LiveRevolt                          | 5月20日 東京大学本郷キャンパス (東京都) |
| 2018年 | CIRCLE FIRE vol.3                                              | ライブレボルト                                        | 6月3日 CLUB CITTA' (神奈川県)           |
| 2018年 | Animelo Summer Live 2018 “OK!”外会場 LIVE DAM STADIUMステージ  | ライブレボルト                                        | 8月24日 けやきひろば (埼玉県)           |
| 2019年 | CIRCLE FIRE vol.4                                              | ライブレボルト                                        | 6月29日 CLUB CITTA' (神奈川県)          |
| 2019年 | STEP&GO!4周年イベント                                          | リサイタルズ from LiveRevolt                          | 7月14日 日本橋BARGuild (大阪府)         |
| 2023年 | ナガノアニエラフェスタ                                         | ライブレボルト                                        | 9月27日 駒場公園 (佐久市) (長野県)      |
| 2024年 | 肉フェス2024                                                   | dubstar from LiveRevolt                               | 4月29日 お台場青海地区P区画             |
| 2024年 | 浅草は俺の庭                                                   | dubstar from LiveRevolt                               | 7月19日 浅草花やしき 花劇場             |
| 2024年 | アニメメメパーティ 2024                                        | dubstar from LiveRevolt                               | 11月24日 club JOULE                     |
| 2025年 | 上月せれな デビュー11周年公演「the END of the first DECADE」   | RumBlue from LiveRevolt、 ETERNAL BLUE                | 4月26日神田明神ホール                   |
| 2025年 | 肉フェス2025                                                   | REDROCK、ETERNAL BLUE、PALETT3♥︎                       | 4月29日 お台場青海地区P区画             |
| 2025年 | ラブピンク戦士かののんSS - Shining Sweetness♡ - 末永香乃生誕祭 | REDROCK、ETERNAL BLUE、PALETT3♥︎                       | 5月11日 赤羽ReNY alpha                  |

## インターネット番組

### レボルテックれいでぃお
2017年6月9日 - 2018年10月19日
ライブレボルト公式ニコニコチャンネルにて配信された。
パーソナリティ:リサイタルズ from LiveRevolt
- 第1回:2017年6月9日放送
- 第2回:2017年7月7日放送 (ゲスト:FIREVOLT from LiveRevolt[メンバー 5])
- 第3回:2017年8月4日放送 (ゲスト:ゆよゆっぺ、篠崎あやと)
- 第4回:2017年9月1日放送 (ゲスト:瀬島ハルキ、ムラタユーサク)
- 第5回:2017年10月7日放送[注 8] (ゲスト:dubstar from LiveRevolt[メンバー 2])
- 第6回:2017年11月10日放送 (ゲスト:中音ナタ)
- 第7回:2018年2月9日放送 (ゲスト:瀬島ハルキ)
- 第8回:2018年10月19日放送 (ゲスト:RumBlue from LiveRevolt[メンバー 7])

### LINE LIVEで新プロジェクト発表SP!!
2018年10月29日
LINE LIVE内、LIVE 映画・テレビチャンネルにて配信された。
出演者:ライブレボルト

### 渋谷に革命を。ユニット対抗バトル
2018年10月31日 - 2018年11月15日
4ユニットがそれぞれ2回ずつLINE LIVE内、LIVE 映画・テレビチャンネルにて配信を行い、応援アイテムの合計獲得数が一番高かったユニットが渋谷のデジタルサイネージに出現する権利及び3rdツアーライブの前説の権利を獲得できる企画として実施。
- 第1回:2018年10月31日 (出演者:dubstar from LiveRevolt[メンバー 2])
- 第2回:2018年11月1日 (出演者:RumBlue from LiveRevolt[メンバー 7])
- 第3回:2018年11月5日 (出演者:リサイタルズ from LiveRevolt[メンバー 4])
- 第4回:2018年11月7日 (出演者:FIREVOLT from LiveRevolt[メンバー 8])
- 第5回:2018年11月8日 (出演者:dubstar from LiveRevolt[メンバー 2])
- 第6回:2018年11月12日 (出演者:RumBlue from LiveRevolt[メンバー 7])
- 第7回:2018年11月14日 (出演者:リサイタルズ from LiveRevolt[メンバー 4])
- 第8回:2018年11月15日 (出演者:FIREVOLT from LiveRevolt[メンバー 8])

### 1st Album 「REBITTH」発売記念LINE LIVE
2018年11月21日
LINE LIVE内、LIVE 映画・テレビチャンネルにて、1stアルバム「REBIRTH」の発売日当日に配信。
番組内にてユニット対抗バトルの結果、FIREVOLT from LiveRevoltが渋谷のデジタルサイネージに出現する権利及び3rdツアーライブの前説の権利を獲得した事が発表された。
出演者:ライブレボルト

### ライブレボルト年明け初配信～LINE×LIVE×Revolt
2019年1月9日
LINE LIVE内、LIVE 映画・テレビチャンネルにて配信。
番組内にてLINE LIVEでの配信がレギュラー化する事が発表された。
出演者:ライブレボルト

### ユニット対抗バトル
2019年1月23 - 2019年3月6日
LINE LIVE内、ライブレボルトチャンネルにて配信。
- 第1回:2019年1月23日 (出演者:田口華有、五味茉莉伽)
- 第2回:2019年2月6日 (出演者:秋場ゆり、池羽悠)
- 第3回:2019年2月20日 (出演者:道井悠、堀内まり菜)
- 第4回:2019年3月6日 (出演者:あおきまお、荒井瑠里)

### ライブレボルト特番！LINE LIVEで全員集合!!
2019年3月13日
LINE LIVE内、LIVE 映画・テレビチャンネルにて、1stミニ・アルバム「BUDDIES」の発売日当日に配信。
- 出演者:ライブレボルト[メンバー 6]

### LINE×LIVE×Revolt
2019年4月3日 - 2019年7月3日
LINE LIVE内、ライブレボルトチャンネルにて配信。
2018年10月29日以降、これまでに放送されたLINE LIVE(LIVE 映画・テレビチャンネル、ライブレボルトチャンネル両方)での配信回を通しての通し番号で配信回のカウントが改めて行われるようになった。
- 第17回:2019年4月3日 (出演者:田口華有、道井悠、五味茉莉伽、堀内まり菜)
- 第18回:2019年4月24日 (出演者:秋場ゆり、あおきまお、池羽悠、荒井瑠里)
- 第19回:2019年5月8日 (出演者:田口華有、秋場ゆり、あおきまお、五味茉莉伽、池羽悠、堀内まり菜、荒井瑠里)
- 第20回:2019年5月15日 (出演者:ライブレボルト[メンバー 6])
- 第21回:2019年5月29日 (出演者:田口華有、道井悠、五味茉莉伽、荒井瑠里)
- 第22回:2019年6月12日 (出演者:秋場ゆり、あおきまお、池羽悠、堀内まり菜)
- 第23回:2019年7月3日 (出演者:ライブレボルト[メンバー 6])

### ユニットメンバー
1. 1 2 3 4 5 6 7 8  藤原あかね（田口華有）、野田ここみ（秋場ゆり）、瀬戸マリン（平野有紗）、紫咲クリス（あおきまお）、宮代りな（五味茉莉伽）、平井かな（池羽悠）、白石まどか（新菜まこ）、時音ひなた（松平奈々）
2. 1 2 3 4 5 6 7 8 9 10 11 12 13 14 15 16 17 18 19 20  藤原あかね（田口華有）、野田ここみ（秋場悠里）
3. 1 2 3 4 5 6  瀬戸マリン（平野有紗）、紫咲クリス（あおきまお）
4. 1 2 3 4 5 6 7 8 9 10 11 12 13 14 15 16 17 18 19 20 21  宮代りな（五味茉莉伽）、平井かな（池羽悠）
5. 1 2 3 4 5 6 7 8 9 10  時音ひなた（松平奈々）、白石まどか（新菜まこ）
6. 1 2 3 4 5 6 7 8 9 10 11 12 13 14 15 16 17  藤原あかね（田口華有）、野田ここみ（秋場ゆり）、瀬戸マリン（道井悠）、紫咲クリス（あおきまお）、宮代りな（五味茉莉伽）、平井かな（池羽悠）、白石まどか（荒井瑠里）、時音ひなた（堀内まり菜）
7. 1 2 3 4 5 6 7 8 9 10 11  瀬戸マリン（道井悠）、紫咲クリス（あおきまお）
8. 1 2 3 4 5 6 7 8 9 10  時音ひなた（堀内まり菜）、白石まどか（荒井瑠里）
9. ↑  藤原あかね（田口華有）、野田ここみ（秋場ゆり）、瀬戸マリン（道井悠）、紫咲クリス（あおきまお）、宮代りな（五味茉莉伽）、平井かな（池羽悠）、白石まどか（荒井瑠里）、時音ひなた（堀内まり菜）、八乙女菫（二ノ宮ゆい）
10. ↑  藤原あかね（田口華有）、野田ここみ（秋場ゆり）、瀬戸マリン（道井悠）、紫咲クリス（花見色）、宮代りな（五味茉莉伽）、平井かな（池羽悠）、白石まどか（荒井瑠里）、時音ひなた（堀内まり菜）、瀬戸アクア（小茅楓）、水蓮スイ（里浜千晴 ）、留守メモリ（柏木椎名）、紫月ネオン（星乃まりな）、燈色まいか（末永香乃）、野田あさひ（塙有咲）
11. 1 2 3  燈色まいか（末永香乃）、野田あさひ（塙有咲）
12. 1 2 3 4  瀬戸アクア（小茅楓）、水蓮スイ（里浜千晴 ）
13. 1 2 3  留守メモリ（柏木椎名）、紫月ネオン（星乃まりな）
14. ↑  藤原あかね（田口華有）、野田ここみ（秋場ゆり）、瀬戸マリン（道井悠）、紫咲クリス（あおきまお）、宮代りな（五味茉莉伽）、平井かな（池羽悠）